# سيد شريف (جهاد)
سيد شريف (بالفارسية: سیدشریف) هي منطقة سكنية تقع في إيران في قسم جهاد الريفي. يقدر عدد سكانها بـ 70 نسمة .